# Kukenatti Alias (Ramapur), Khanapur
Kukenatti Alias (Ramapur) là một làng thuộc tehsil Khanapur, huyện Belgaum, bang Karnataka, Ấn Độ.